# Daniel Blumenthal
Daniel Blumenthal (Thann, 1860 - París 1930) fou un polític alsacià. El 1902 fundaria el Partit Democràtic d'Alsàcia-Lorena, que reclama l'ensenyament en francès i és partidari d'integrar-se a França. Amb aquest partit fou alcalde de Colmar de 1905 a 1914, així com diputat per Estrasburg al Reichstag i senador per Alsàcia-Lorena. En esclatar la Primera Guerra Mundial fou condemnat a mort per les autoritats alemanyes i va fugir a França. El 1917 va publicar Alsace-Lorraine – a study of the relations of the two provinces to France and to Germany, and a presentation of the just claims of their people, que fou presentat al Congrés dels Estats Units. Va morir a París i fou enterrat a Metzeral.
| Precedit per: Auguste Riegert | Alcalde de Colmar 1905 - 1914 | Succeït per: Friederich Dieffenbach |